# Black Dress
Black Dress é o sétimo extended play do grupo feminino sul-coreano CLC. Foi lançado em 22 de fevereiro de 2018, pela Cube Entertainment e distribuído pela LOEN Entertainment. Consiste em cinco faixas, incluindo a música de lançamento anterior "To the Sky", e a faixa-título "Black Dress".

## Antecedentes e lançamento
Em 6 de fevereiro de 2018, uma imagem teaser foi lançada online, revelando que o grupo lançará seu sétimo EP, Black Dress, em 22 de fevereiro. Dois dias depois, um calendário de retorno foi lançado, revelando que, a partir de 12 de fevereiro, o grupo lançará imagens e videos teasers antes do lançamento online em 22 de fevereiro e da versão física um dia depois. Em 12 de fevereiro, a agência afirmou que o próximo EP "mostrará seu charme e maturidade, concentrando-se em uma performance chique e carismática com uma composição baseada em hip-hop, EDM e dance". Um dia depois, fotos dos bastidores foram reveladas.
Em 14 de fevereiro, a pre-order para o álbum foi aberta para sites de música online e offline, revelando que o EP conterá um livreto de 146 páginas, um postcard, um photocard e um poster do grupo. Também foi revelado que um postcard e uma cartela de adesivos estará disponível para aqueles que comprarem o álbum no 20SPACE. Em 18 de fevereiro, a lista de faixas completa foi lançada, revelando a faixa-título como "Black Dress". Um dia depois, um trecho de áudio para cada música foi lançado no canal oficial do grupo no YouTube.
O EP foi lançado em 22 de fevereiro de 2018, através de vários portais de música, incluindo MelOn na Coreia do Sul e iTunes para o mercado global.

## Divulgação

### Singles
"To the Sky" foi lançado como uma faixa de pré-lançamento digital no dia 1 de fevereiro de 2018. Em 9 de fevereiro, um video de prática de coreografia foi lançado para a música.
"Black Dress" foi lançado como faixa-título em conjunto com o EP em 22 de fevereiro, junto com seu videoclipe. A música expressa a mente da mulher para seduzir a outra pessoa com um item de moda chamado vestido preto. É uma música com uma batida pesada e som viciante. O videoclipe é dirigido por Kim Ji-hoon. No dia 20 de fevereiro, o primeiro video teaser do videoclipe foi lançado através do canal oficial do grupo no YouTube.

### Apresentações ao vivo
O grupo iniciou as promoções em shows de música em 22 de fevereiro no M Countdown da Mnet, com "Black Dress".

## Desempenho comercial
Black Dress estreou em 11º lugar no World Albums Chart, na semana que terminou em 3 de março de 2018. Ele também estreou em 12º lugar no Gaon Album Chart, na edição de 18 a 24 de fevereiro de 2018.
O álbum ficou em 35º lugar no mês de fevereiro de 2018, com 4.671 cópias físicas vendidas.

## Lista de faixas
| N.º            | Título                           | Letras                               | Música                         | Arranjo                        | Duração |  |
| 1.             | "Black Dress"                    | Cho Sung-ho Ferdy Kang Dong-Ha Yeeun | Cho Sung-ho Ferdy Kang Dong-Ha | Cho Sung-ho Ferdy Kang Dong-Ha | 3:13    |  |
| 2.             | "Like That"                      | Harry Potter Yeeun Eunbin            | NOPARI MonoTree Harry Potter   | NOPARI                         | 2:59    |  |
| 3.             | "Distance" (선; seon)            | Seo Jae-woo Cho Sung-ho Yeeun        | Seo Jae-woo Cho Sung-ho        | Seo Jae-woo Cho Sung-ho        | 3:07    |  |
| 4.             | "To the Sky"                     | Cho Sung-ho Ferdy Yeeun              | Cho Sung-ho Ferdy              | Cho Sung-ho Ferdy              | 3:05    |  |
| 5.             | "7th" (일곱번째; ilgob beonjjae) | Cho Sung-ho Kang Dong-Ha Yeeun       | Cho Sung-ho Kang Dong-Ha       | Cho Sung-ho Kang Dong-Ha       | 4:11    |  |
| Duração total: | Duração total:                   | Duração total:                       | Duração total:                 | Duração total:                 | 16:38   |  |

## Paradas musicais
| Parada (2018)               | Posição |
| --------------------------- | ------- |
| Coreia do Sul (Gaon)        | 12      |
| US World Albums (Billboard) | 7       |

## Histórico de lançamento
| Região        | Data                    | Formato(s)       | Gravadora          |
| ------------- | ----------------------- | ---------------- | ------------------ |
| Coreia do Sul | 22 de fevereiro de 2018 | Download digital | Cube Entertainment |
| Mundo         | 22 de fevereiro de 2018 | Download digital | Cube Entertainment |
| Coreia do Sul | 23 de fevereiro de 2018 | CD               | Cube Entertainment |